# Gare de Chiswick
La gare de Chiswick (en anglais : Chiswick railway station, est une gare ferroviaire de la  Hounslow Loop Line (en), en zone 3 Travelcard. Elle  est située à Chiswick dans le borough londonien de Hounslow sur le territoire du Grand Londres, seulement 750 m à l'ouest de la maison historique Chiswick House.
C'est une gare Network Rail desservie par des trains de la South Western Railway.

## Situation ferroviaire

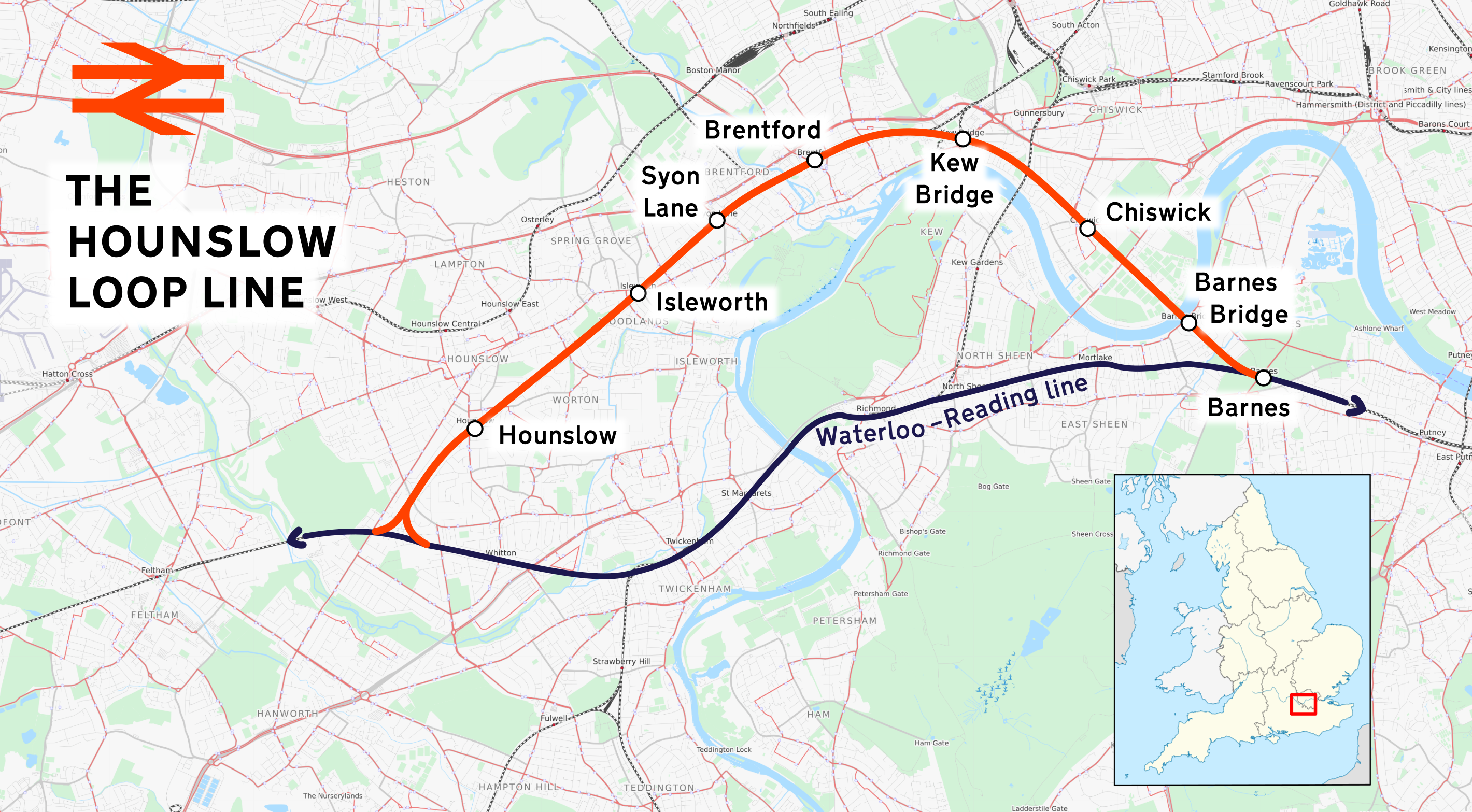
Plan de la Hounslow loop line

Gare de la  Hounslow Loop Line (en), elle est située entre les gares : de Kew Bridge, en direction de Hounslow, et de Barnes Bridge, en direction de Barnes.

## Service des voyageurs

### Desserte

Installations et desserte
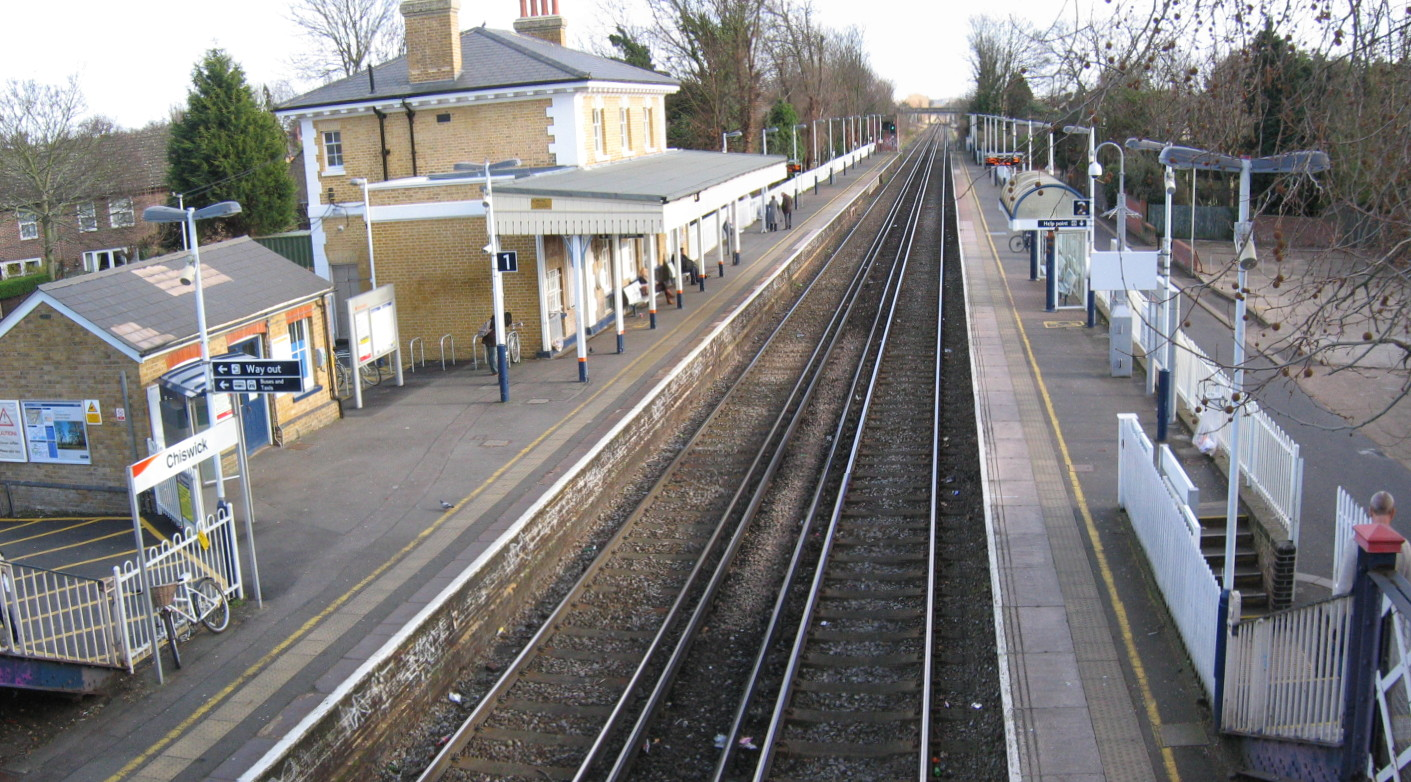
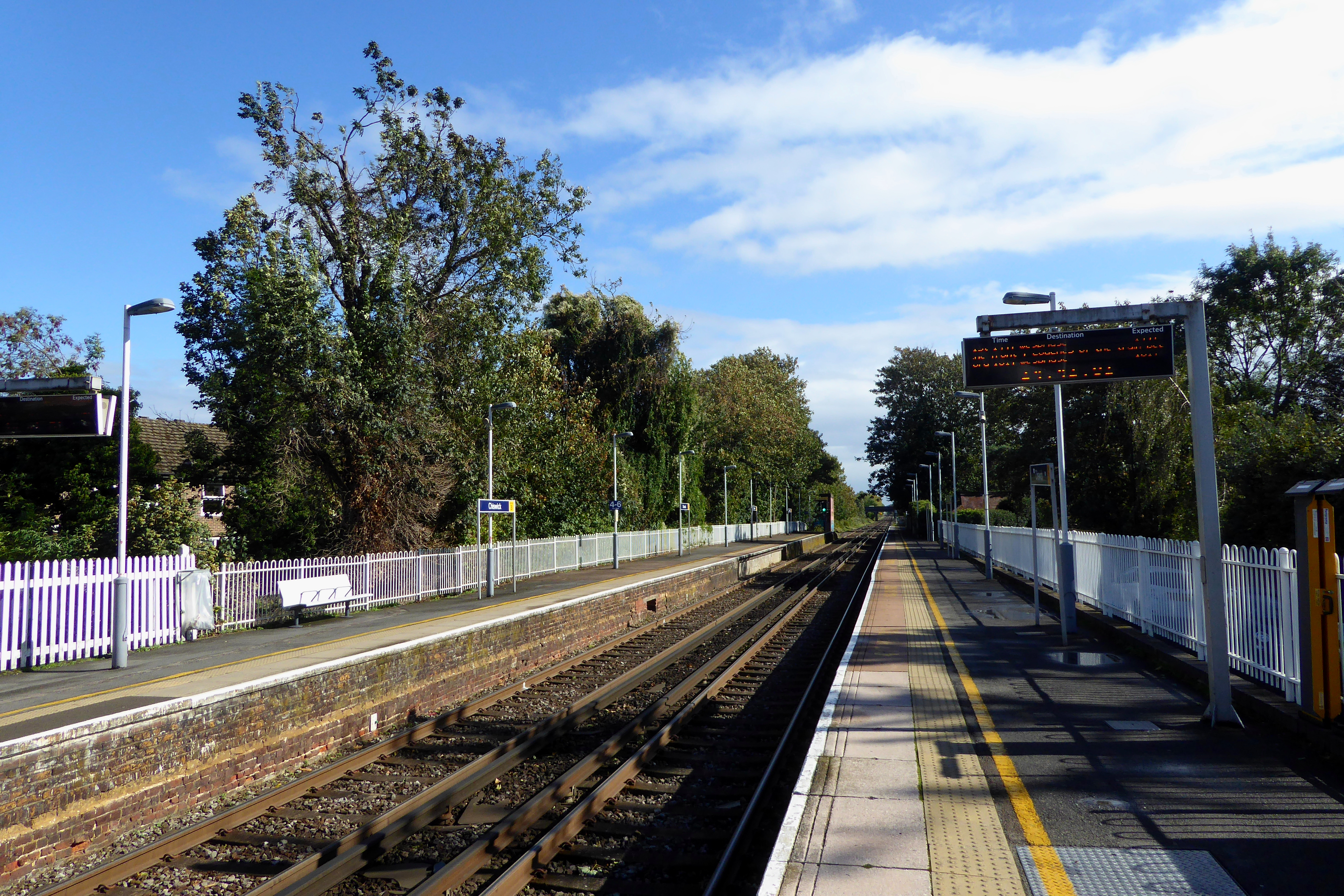
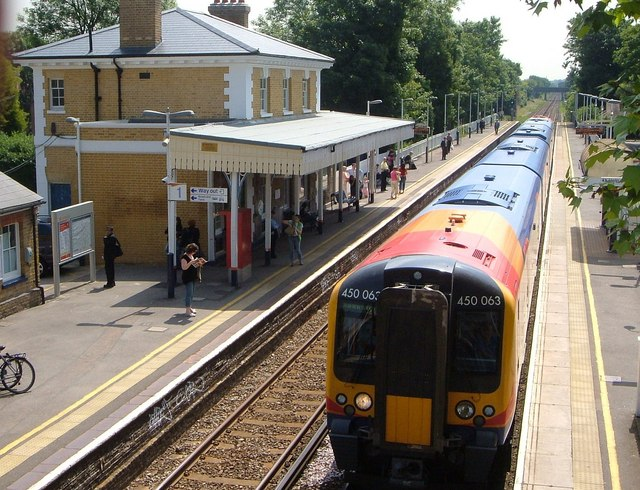